# 三角叶黄连
三角叶黄连（学名：Coptis deltoidea），毛莨科黄连属植物，生于中國四川峨眉、雅安等地，主要產於海拔1600—2200m的山坡地，现今栽培量极少。常被用於製作中藥“雅連”。

## 保育现状
在中国物种红色名录中，三角叶黄连被列为易危。它们多见于栽培环境而在野外已经很少见，相信它们的野外成熟个体已不足1000。它们受到栖息地退化或破坏和过度采集的威胁。